# Jon Lancaster

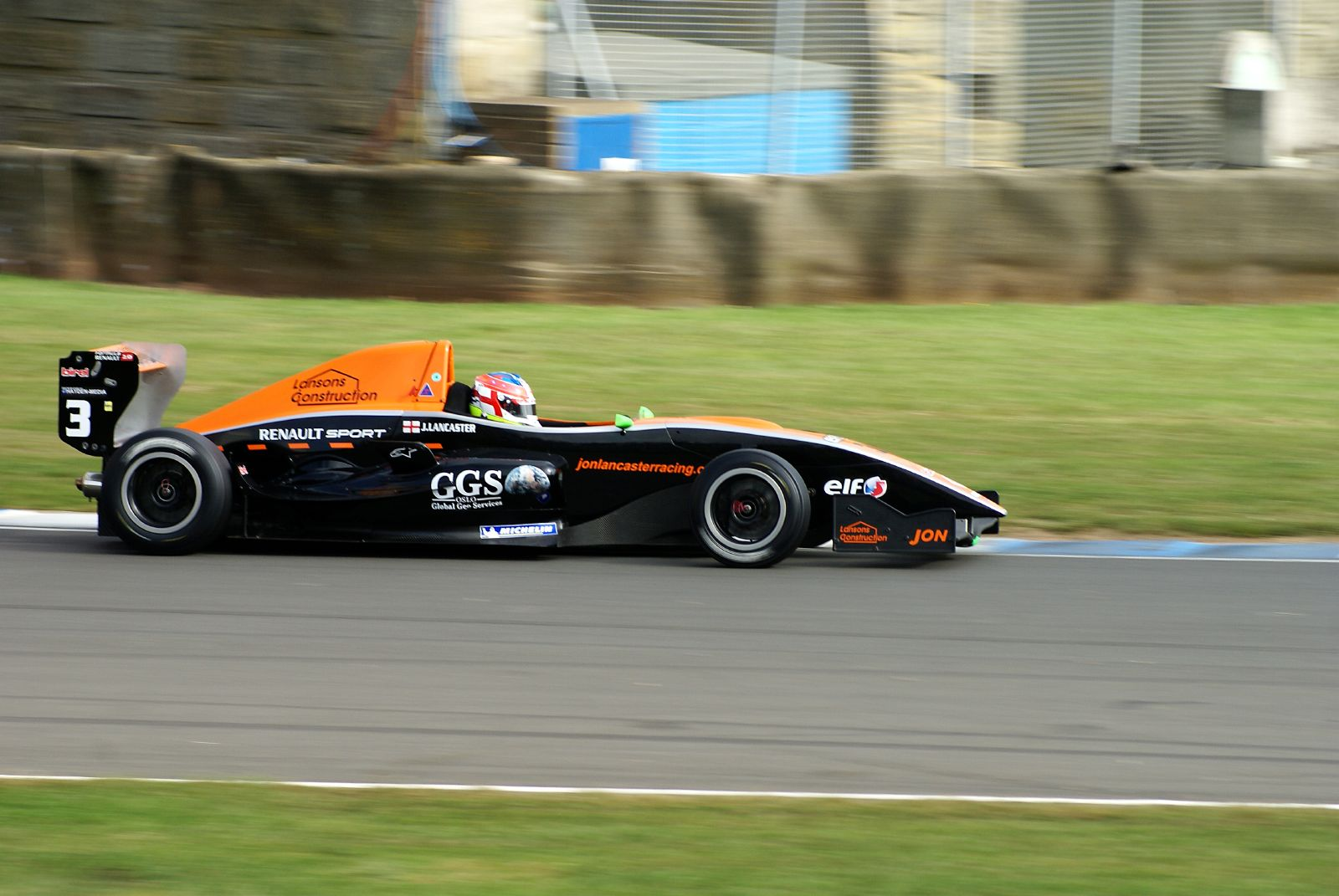
Jon Lancaster lors du championnat de l'Eurocup Formule Renault en 2007

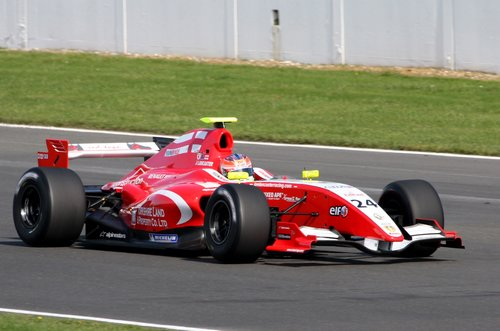
Jon Lancaster - World Series by Renault Formule 3.5 - Fortec Motorsport - Silverstone 2010

Jon Lancaster, né le 10 décembre 1988, est un pilote automobile anglais, originaire de Leeds.
Il court actuellement au sein du Greaves Motorsport en European Le Mans Series. Avec Björn Wirdheim et Gary Hirsch, il remporte la première course (4 heures de Silverstone) dans un climat polémique dont il est responsable pour avoir causé plusieurs sorties de pistes.

## Carrière
- 2014 : GP2, Hilmer
- 2014 : 24h Le Mans, LMP2
- 2012 : GP2, Hilmer (2 victoires, 1 podium)
- 2011 : Auto GP, SuperNova (4 courses dont 1 victoire à Donington)
- 2011 : Formule 2, SilverLining
- 2010 : World Series by Renault Fortec Motorsport
- 2009 : World Series by Renault Comtec Racing (1 victoire, 1 podium sur une demi-saison)
- 2008 : Formule 3 Euroseries, ART Grand Prix (1 victoire, 2 podiums)
- 2007 : Eurocup Formule Renault, SG Formula, Vice-Champion (5 victoires)
- 2007 : Championnat de France de Formule Renault, (2 victoires)
- 2006 : Championnat hivernal de Formule Renault britannique, 16e
- 2005 : Vice-Champion du monde de FA (Kart) - Pilote essayeur pour Birel - Testeur officiel de pneumatiques pour Bridgestone

| Saison | Series                                                                   | Equipe                                | Courses | Victoires | Poles | F/Tours | Podiums | Points | Position |
| ------ | ------------------------------------------------------------------------ | ------------------------------------- | ------- | --------- | ----- | ------- | ------- | ------ | -------- |
| 2006   | Star of Silverstone                                                      | Silverstone Motorsport Academy        | 2       | 1         | 0     | ?       | 2       | ?      | ?        |
| 2006   | Formula Renault 2.0 UK Winter Series                                     | CRS Racing (aka Lemac)                | 4       | 0         | 0     | 0       | 0       | 30     | 16th     |
| 2007   | Eurocup Formula Renault 2.0 season                                       | SG Formula                            | 14      | 5         | 4     | 3       | 6       | 102    | 2nd      |
| 2007   | Championnat de France Formula Renault 2.0 season                         | SG Formula                            | 10      | 2         | 1     | 1       | 3       | 64     | 6th      |
| 2007   | Formula Renault 2.0 UK Winter Cup (Formula Renault 2.0 UK Winter Series) | Atech Grand Prix (Hitech Junior Team) | 4       | 0         | 0     | 1       | 0       | 33     | 14th     |
| 2008   | Formula Three Euroseries                                                 | ART Grand Prix                        | 19      | 1         | 0     | 1       | 2       | 19     | 12th     |
| 2008   | Masters of Formula 3                                                     | ART Grand Prix                        | 1       | 0         | 0     | 0       | 1       | N/A    | 3rd      |
| 2008   | Macau Grand Prix                                                         | Manor Motorsport                      | 1       | 0         | 0     | 0       | 0       | N/A    | 11th     |
| 2009   | Formula Renault 3.5 Series                                               | Comtec Racing                         | 12      | 1         | 1     | 2       | 2       | 39     | 13th     |
| 2010   | Formula Renault 3.5 Series                                               | Fortec Motorsport                     | 13      | 0         | 1     | 1       | 1       | 37     | 10th     |
| 2011   | Formula 2                                                                | SilverLining                          | 2       | 0         | 0     | ?       | 0       | 14     | 16th     |
| 2011   | AutoGP                                                                   | SuperNova                             | 4       | 1         | 0     | ?       | 1       | 51     | 11th     |

- * Saison en cours.